# 中村義博
中村 義博（なかむら よしひろ, 1942年 - ）は、日本の外交官。
ザンビア駐箚特命全権大使、ウルグアイ駐箚特命全権大使を歴任した。

## 略　歴
滋賀県大津市出身。1966年、外務省入省に伴い、京都大学法学部中退。外務省派遣で米国ダートマス大学 (経済学専攻）卒業。
外務省官房査察室長、欧亜局大洋州課長、在ロサンゼルス総領事館首席領事、その他, オーストラリア大使館、ジュネーブ軍縮代表部、イラク大使館勤務の後、ユーゴスラビア公使・代理大使を経て、1997年から2000年までザンビア大使、2002年から2005年までウルグアイ大使等を歴任した。
その間、原子力問題（2年）、資源・エネルギー問題（2年）、中東産油国問題（2年）、軍縮問題（2年）等担当。
2007年退官後、国際労働財団常務理事、千葉経済大学非常勤講師（国際関係論)、天理大学客員教授等を歴任した。
また、2019年より日本ウルグアイ協会会長（2024年まで）。その他、千葉日露協会顧問、国際交流まくはり顧問など。
著書に『ユーゴの民族対立：平和の創成を求めて』（サイマル出版会、1994年）がある。
平成30年秋に瑞宝中綬章叙勲。